# Wapenveld-noord
Wapenveld-noord is een buurtschap in de Nederlandse gemeente Heerde (provincie Gelderland). Het ligt 2 kilometer ten noorden van Wapenveld.
Hoofdplaats: Heerde      Dorpen: Veessen · Vorchten · Wapenveld

Buurtschappen: Bakhuisbos · Berghuizen · Hoorn · Hoornerveen · Horsthoek · Markluiden · Wapenveld-noord · Werven · Wolbert

Gelderland: Steden en dorpen in Gelderland      Nederland: Provincies · Gemeenten